# Katenoteizm
Katenoteizm – kult religijny, w którym żadne z bóstw nie ma jeszcze określonych atrybutów, w związku z czym w momencie dopełnienia rytuału religijnego ku czci określonego bóstwa łączy ono w sobie atrybuty innych bóstw i staje się w tym momencie jednym najwyższym bogiem. Taki sposób traktowania bóstw po raz pierwszy odnotował F.M. Müller w trakcie badań religii wedyjskiej. Katenoteizm występował także w religii starożytnych Egipcjan. Termin nie powinien być używany w stosunku do religijno-filozoficznego połączenia w jedno bóstwo wszystkich bogów greckich, jakie występuje w orfickich hymnach ku czci Zeusa.